# Pont levant du fleuve Chikugo
Le pont levant du fleuve Chikugo (筑後川昇開橋, Chikugo-gawa shōkaikyō) est un pont levant de chemin de fer au-dessus du fleuve Chikugo dans l'île de Kyūshū au Japon. Achevé en 1935, la longueur totale du pont est de 507,2 m avec une travée mobile de 24,2 m de long et une élévation de  23 m. Il relie Ōkawa à Morodomi (Saga) et faisait anciennement partie de la  Saga Railway Line. Lorsque cette ligne a cessé ses activités en 1987, le pont a été fermé à la circulation. Il a été rouvert aux piétons en 1996 en réponse aux demandes du public.
Un modèle miniature de précision du pont décrivant sa structure, a été présenté à l'Exposition Internationale des Arts et Techniques dans la Vie Moderne (1937). Cette maquette est à présent exposée au musée des chemins de fer de Saitama.
Le pont a été désigné bien culturel important du Japon en 2003 et inclus en 2007 dans la Mechanical Engineering Heritage (Japan) (en) comme vingt-troisième item.

## Galerie d'images

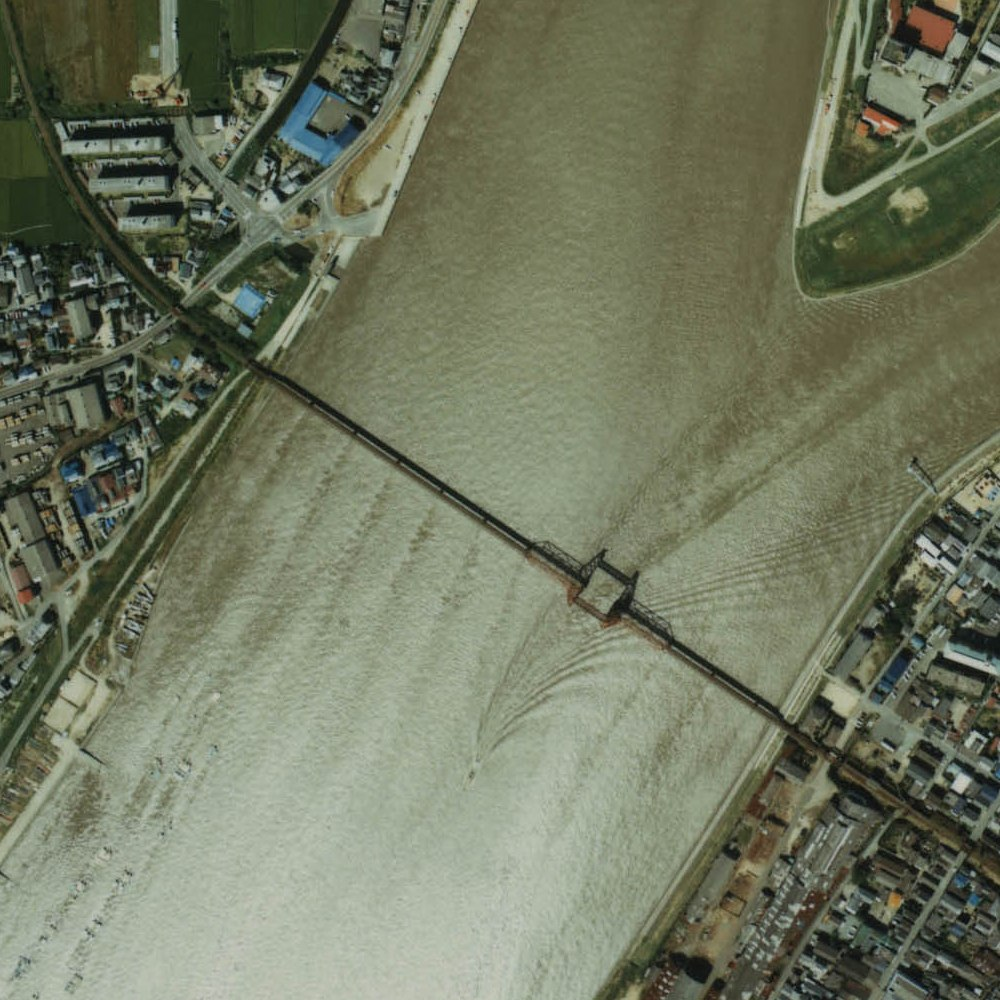
Vue aérienne du pont
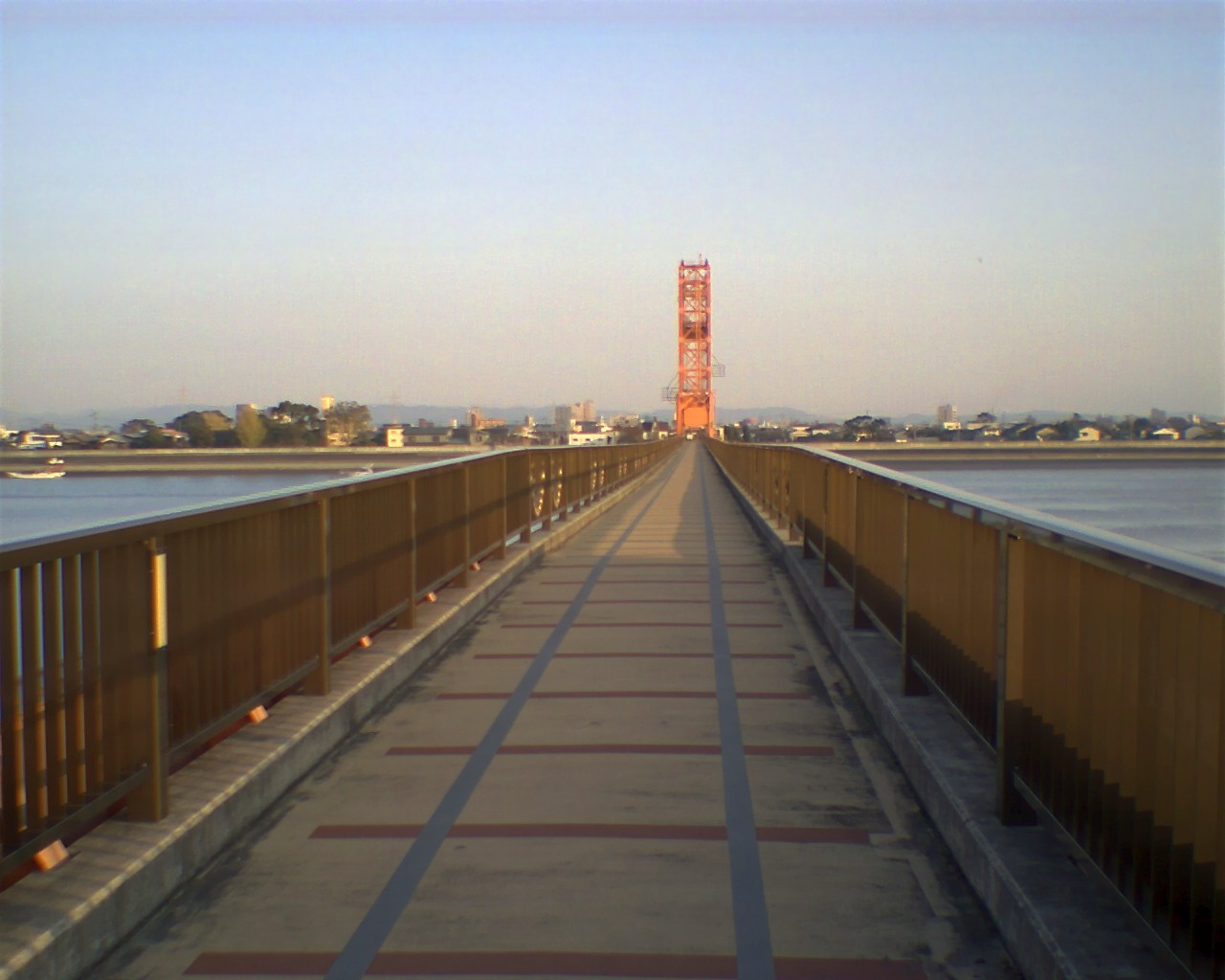
Le pont vu du côté de Morodomi